# Famille Argyropoulos
Pour les articles homonymes, voir Argyropoulos.
La famille Argyropoulos (en grec moderne : οικογένεια Αργυρόπουλου) est une vieille famille grecque d'origine phanariote, traditionnellement attribuant son origine à la dynastie des Argyre (dont est issu l'empereur Romain III Argyre). Elle a longtemps été au service de l'Empire ottoman avant de s'installer en Grèce et en Roumanie.

## Genealogie
Emmanuel Argyrópoulos, qui nait en 1740 à Salonique et qui s'établira à Constantinople, est l'ancêtre de la famille.
- Manuel ou Emmanuel Argyrópoulos (Salonique, 1740 - ????), médecin et ancêtre des Argyropoulos phanariotes.
  - Luc Argyrópoulos, interprète du gouvernement grec, qui épouse Anastasie Mourousi (fille du prince Constantin Moruzi).
    - Emmanuel Argyrópoulos, ministre de la Justice en Roumanie.
    - Smaragda Argyrópoulos, épouse du Grand Logothète Nicolas Ghika.

  - Iácobos Argyrópoulos (Phanar 1774 - Athènes 1850), Grand Dragoman de l'Empire ottoman (1812-1817), qui épouse Marioara Soutzo (d. 1846), fille du prince de Moldavie Michel I Soutzo.
    - Hélène Argyropoulou (d. Iași 1848), qui épouse le boyard Ion Palladi (d. 1838).
    - Sévastia Argyropoulou (Constantinople 1806 - Athènes 1883), qui épouse Konstantínos Mános (1785-1835).
    - Alexandre Argyropoulos (????-????), capitaine de frégate grec.
    - Chariklia Argyropoulou (Phanar 1808 - Paris 1884), qui épouse Aléxandros Mavrokordátos (1791-1865), Premier ministre grec.
    - Périclès Argyropoulos (Phanar 1810 - Athènes 1860), ministre grec des Affaires étrangères, qui épouse Aglaë Rosetti (1810-1871), fille du Hetman Radu Rosetti.
      - Maria Argyropoulou (d. Athènes 1869), épouse de 1. Ioannis Karatzas (d. 1864) et 2. Constantin Kalliarchis, médecin à Mykonos.
      - Périclès Argyrópoulos (Iassy 1842 - Monte-Carlo 1914), époux d'Hélène Schinas (fille de Constantin Schinas (el)).
        - Aglaë Argyropoulos (Vienne 1870 - Athènes 1954), qui épouse Christophe Dellaporta (1864-1916), officier grec.
        - Périclès Argyrópoulos (1874-1901), qui épouse Elisa Grigorescu (1901-1963)
          - Constantin Argyropoulos (d. au front 18/5/1944), officier roumain, épouse Florica, d'où postérité.
          - Socrate Argyropoulos (Gugești 1921 - Predeal 1986), épouse Adriana Contantinescu, d'où postérité.

        - Thrasybule Argyropoulos (Merano 1875 - Espelkamp Mittwald 1965), officier allemand, épouse Rose von Goetz
          - Alexandre Argyropoulos (Schwarzbach 1920), officier de marine allemand, épouse Erika Friese
            - Marina Argyropoulos (Buenos Aires 1951), épouse Lothar Licht
            - Alexandra Argyropoulos (Buenos Aires 1954), épouse Alexander Homel
            - Constanța Argyropoulos (Buenos Aires 1957)

          - Constantin Argyropoulos (Schwarzbach 1920 - front russe 1942), lieutenant de blindés
          - Irène Argyropoulos (Schwarzbach 1928 - Espelkamp 1961), épouse Hans Nagel, ingénieur

      - Iacovos Argyropoulos (1845-1923), Consul de Grèce à Smyrne et ambassadeur de Grèce à Belgrade, épouse 1. Aspasia, fille d'Anárgyros Petrákis, et 2. Despina Pandelidi
        - 1. Maria Argyropoulou (1874 - Capri 1930), qui épouse Pétros Mános (1871-1918) ; ce sont les parents d'Aspasía Mános
        - 1. Périclès Argyrópoulos (Athènes 1871 - Athènes 1953), ministre des Transports, épouse 1. Euphrosyne Mavromichalis (d. Athènes 1920) 2. Chariklia Ralli
        - 1. Cimon Argyropoulos (né en 1878), contre-amiral, ambassadeur de Grèce à l'ONU marié à Fotini Mavromichali
          - Alexandre Argyropoulos (1910 - Athènes 1992), ambassadeur de Grèce, épouse Angeliki Costala
            - Fotini Argyropoulou (Alexandrie 1945)

          - Hélène Argyropoulou (1912-2004), épouse 1. Spyros Saltaferas, ministre plénipotentiaire de Grèce à Ankara, 2. Alexandros Matsas (1910-1969), ambassadeur de Grèce à Washington
          - Zita Argyropoulou (née en 1919), épouse Thrasyvoulos Voyatzidis

        - 2. Stéphanie Argyropoulou, épouse Georges Henri-Martin
        - 2. Alexandre Argyropoulos (1894 - Patmos 1978), ambassadeur, épouse Katerina Kyriazi (†1976)
          - Efthalia Argyropoulos (née en 1930), épouse Constantin Constantinidis, architecte

      - Demitrios Argyropoulos (1847-1901), amiral, qui épouse Sophia Mavromichalis (1854-1928), d'où postérité.
      - Alexandre Argyropoulos (Athènes 1849 - Athènes 1909), général grec, qui épouse Hélène Soutzo (1858-1921).
        - Catherine Argyropoulos (1879-1960), qui épouse le député français Guy de Wendel (1878-1955).
        - Périclès Argyrópoulos (1881-1966), gouverneur de Macédoine, qui épouse 1. Sophie Argyropoulos (1882-1969, div.) 2. Maria Mavrocordatou
          - 1. Elena Argyropoulou (1902 - Lausanne 1977)

        - Natalia Argyropoulou (1882 - Paris 1971)

    - Emmanuel Argyropoulos (d. Constantinople 1874), dragoman à l'ambassade de Russie, épouse Semiramia Photiou
      - Périclès Argyropoulos(1839 - en prison à Saint-Pétersbourg1862), militant anarchiste
      - Cimon Argyropoulos (1842-1919), ambassadeur de Russie
      - Euphrosyne Argyropoulos (née en 1847), épouse Nicolas Danzas, Conseiller d'État russe

    - Alcibiade Argyropoulos (Phanar 1815 - Corfou 1886), colonel grec, épouse Sofia Krupenski
      - Georges Argyropoulos (Athènes 1847 - St-Pétersbourg 1909), ambassadeur grec en Roumanie et Russie
        - Sophia Argyropoulos (Londres 1882 - Lausanne 1969), qui épouse Périclès Argyrópoulos (1881-1966)
        - Alexandre Argyropoulos (Londres 1884 - Athènes 1962), épouse Lila Ralli
        - Emmanuel Argyropoulos (Rome 1889 - au front à Langadas 1913), aviateur grec
        - Georges Argyropoulos (Vienne 1893 - Lisbonne 1979), ambassadeur

      - Hélène Argyropoulos (Lamaşnița, Bessarabie, 1905 - Balaklava 1977), épouse Constantin prince Gagarine
      - Maria Argyropoulos (Athènes 1853-????), épouse Valère Jadowski, ambassadeur russe

  - Jean Argyropoulos (???? - Constantinople 1851), drogman à Londres et ambassadeur à Vienne.
  - George Argyropoulos, Grand Ban de Valachie, dont descendance.